# Едуард V
Едуард V (англ. Edward V; 2 листопада 1470 — 1483) — король Англії з династії Йорків, правління якого тривало впродовж двох місяців 1483 року. Після виступу єпископа Батського у парламенті з повідомленням про те, що на момент одруження з Єлизаветою Вудвілл Едуард IV перебував у шлюбі з Елеонорою Батлер, донькою графа Шрусбері, його дядько та регент Річард Глостер мусив проголосити шлюб Едуарда IV з Єлизаветою Вудвілл недійсним, а самого Едуарда V та його брата Річарда незаконнонародженими[джерело?]. Доля братів достеменно невідома. Вважають, що вони обидва померли або були вбиті в ув'язненні в Тауері.